# El Calvari (Cornudella de Montsant)
El Calvari és una muntanya de 573 metres que es troba al municipi de Cornudella de Montsant, a la comarca catalana del Priorat.